# Karma Rx
Karma Rx (Fillmore, 21 gennaio 1993) è un'ex attrice pornografica statunitense.

## Biografia
Ha studiato psicologia al Community College in California e, prima di entrare nell'industria pornografica, ha lavorato come modella eseguendo diversi spettacoli in webcam e come tatuatrice in un negozio per alcuni anni.

## Carriera pornografica
Nel 2017 a 24 anni è entrata nell'industria, girando la sua prima scena per Reality Kings con Ramon Nomar.  L'anno seguente ha partecipato alla terza edizione del talent "Brazzers House", dove ha raggiunto la fase finale.
Nel 2019 ha ottenuto il suo primo riconoscimento internazionale agli XBIZ Awards come Nuova Attrice Emergente e l'anno successivo anche il primo AVN, nella categoria POV.
Nella sua carriera ha girato in oltre 390 scene con le maggiori casi di produzione quali Brazzers, Evil Angel, Digital Playground, Reality Kings, Naughty America e molte altre. Inoltre, è nota per i numerosi tatuaggi che ha su entrambe le braccia, sulla schiena, una medusa sul fianco destro, un teschio sullo stomaco, dei pipistrelli stilizzati sulle caviglie e una scritta su entrambe le gambe.
Dopo un'inattività di oltre due anni dalle scene, il 28 agosto 2024 ha annunciato sul proprio profilo X il suo ritiro dall'industria pornografica.

## Vita privata
Nel 2017 si è separata dal marito, risposandosi nel giugno 2023.

## Riconoscimenti
- AVN Awards
  - 2020 – Best POV Scene per Manuel’s Fucking POV 12 con Manuel Ferrara[11]
- XBIZ Awards
  - 2019 – Best New Starlet[12]